# Lachancea
Lachancea é um género de fungos do filo dos Ascomycota.